# HMX-1
| Heraldiskt vapen för HMX-1 samt de två helikoptertyper som skvadronen flyger USA:s president med:överst VH-3D (en variant av "Sea King") och nederst VH-60N (en variant av "Black Hawk").  |  | Heraldiskt vapen för HMX-1 samt de två helikoptertyper som skvadronen flyger USA:s president med:överst VH-3D (en variant av "Sea King") och nederst VH-60N (en variant av "Black Hawk"). |
| Heraldiskt vapen för HMX-1 samt de två helikoptertyper som skvadronen flyger USA:s president med: överst VH-3D (en variant av "Sea King") och nederst VH-60N (en variant av "Black Hawk"). |  | |

Marine Helicopter Squadron One (HMX-1) är en skvadron i USA:s marinkår baserad vid Marine Corps Base Quantico och med detachement vid Joint Base Anacostia-Bolling och Joint Base Andrews som har till uppdrag att bistå med helikoptertransport för USA:s president, vicepresident och försvarsminister samt andra VIP:s i enlighet med försvars- och marindepartementens regelverk.
När presidenten stiger ombord på någon av skvadronens helikoptrar, eller någon annan av marinkårens helikoptrar, så ändras anropssignalen till Marine One.

## Bakgrund
Förbandet bildades 1947 för utprovning av helikoptrar och taktik för användning inom marinkåren. 1957 under Dwight Eisenhowers tid som president fick HMX-1 i uppdrag att transportera USA:s president med helikopter. Fram till 1976 delades uppdraget med ett förband inom USA:s armé.

## Verksamhet

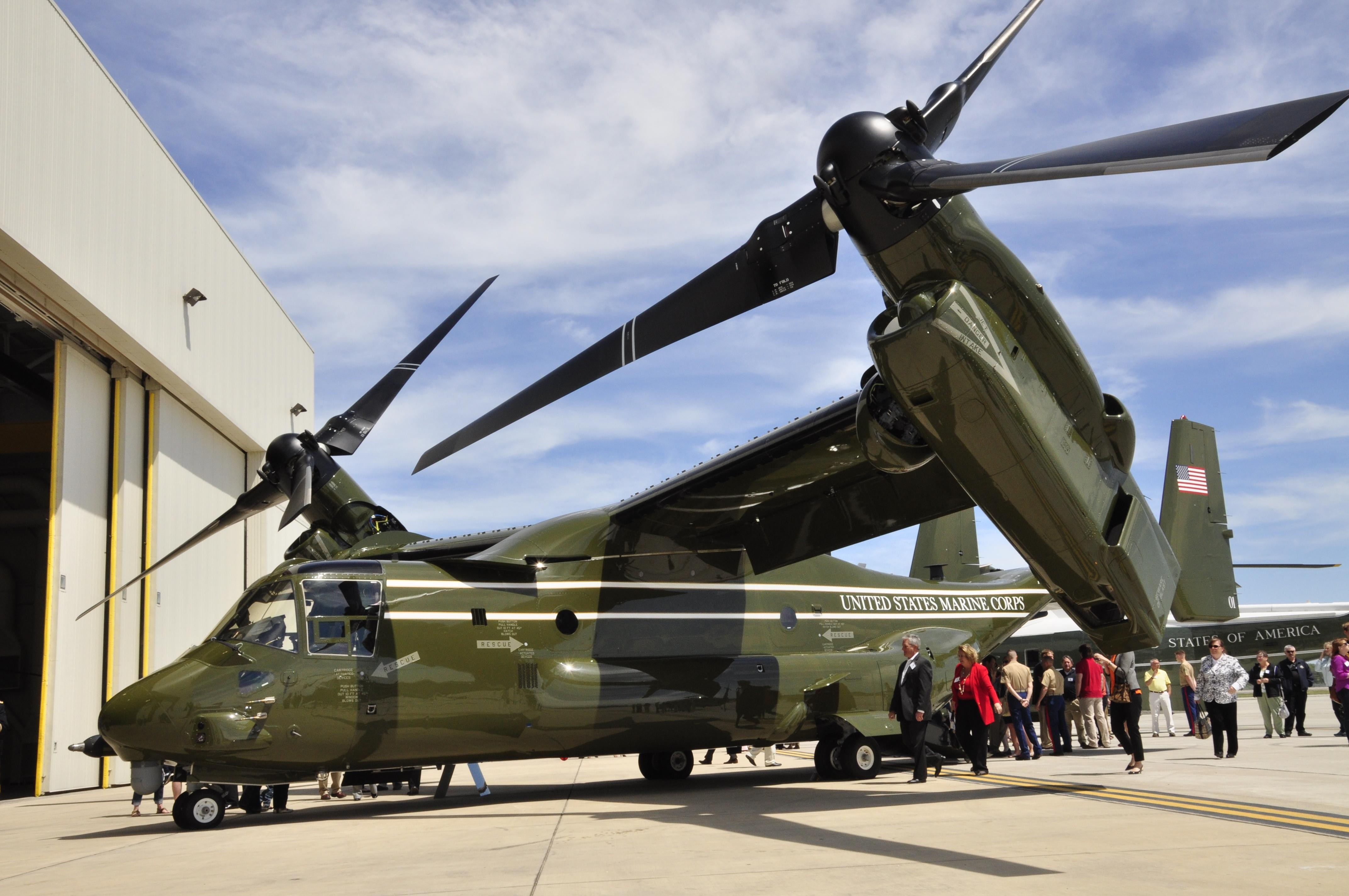
Tiltrotorflygplan av typ MV-22B Osprey vid hangar i Quantico, 4 maj 2013.

Skvadronen är i praktiken uppdelad i två avdelningar: Executive Flight Detachment ("Whiteside") som genomför VIP-transporter samt "Greenside".
"Whiteside" förfogar över ett tiotal VH-3D (en variant av "Sea King") och VH-60N (en variant av "Black Hawk"). Helikoptertypen VH-3D har rum för 14 passagerare och VH-60N har plats för 10 passagerare.
"Greenside", eller "Green Top", förfogar över flera tiltrotorflygplan av typ MV-22B Osprey som utför helikopteruppdrag åt Marine Corps Combat Development Command (MCCDC) som är marinkårens doktrin och materielkommando.
VH-60N används i synnerhet vid presidentens utlandsresor då helikopterns topprotor kan med enkelhet fällas ned, jämfört med VH-3D, och därför transporteras ombord på Air Mobility Commands C-5 Galaxy och C-17 Globemaster III.

## Se även

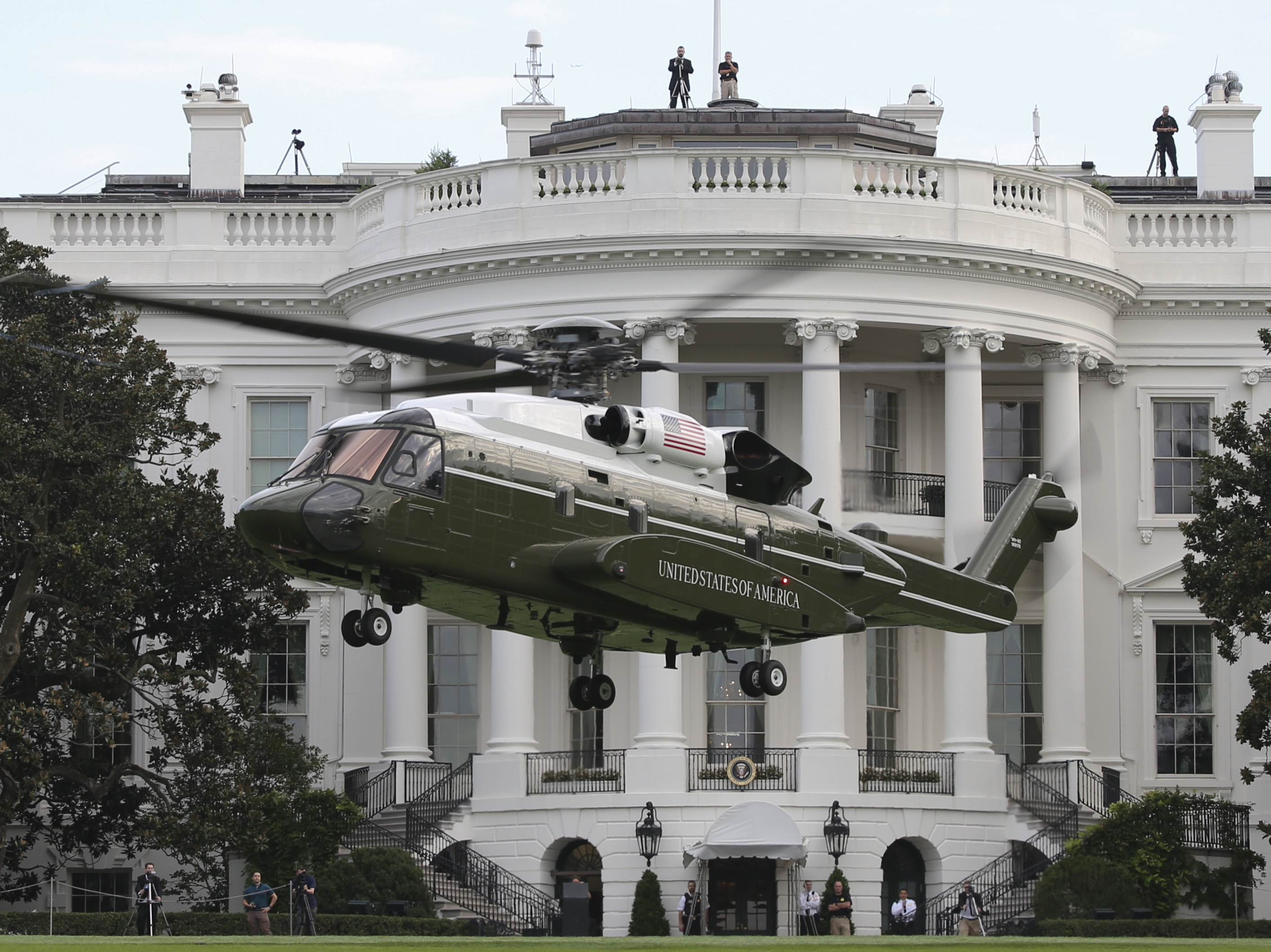
Nästa generations presidenthelikopter, en prov- och utvärderingsversion av VH-92A, på Vita husets södra gräsmatta 22 september 2018.